# Auxelles-Haut
Auxelles-Haut és un municipi francès del departament del Territori de Belfort i de la regió de Borgonya - Franc Comtat. L'any 2005 tenia 307 habitants.

## Geografia
El poble està construït en la vessant assolejasa del massís dels Vosges.

## Demografia
| 1962 | 1968 | 1975 | 1982 | 1990 | 1999 | 2005 |
| ---- | ---- | ---- | ---- | ---- | ---- | ---- |
| 301  | 256  | 228  | 220  | 252  | 305  | 307  |